# Roman Opałka

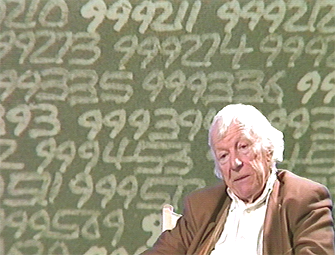
Roman Opalka, 1995

Roman Opałka (* 27. August 1931 in Hocquincourt; † 6. August 2011 in Rom, Italien) war ein französisch-polnischer Künstler, der sich in seinem Werk insbesondere mit der Frage der Zeitlichkeit künstlerisch auseinandergesetzt hat. In der Kunstwissenschaft wird seine Arbeit in der Regel der Konzeptkunst zugeordnet.

## Leben
Opałka wurde in der nordfranzösischen Picardie geboren. Als er vier Jahre alt war, zogen 1935 seine Eltern mit ihm nach Polen. Während des Zweiten Weltkriegs wurde seine Familie nach Deutschland deportiert, kurz vor Ende des Krieges aber durch US-Soldaten befreit, wieder nach Frankreich gebracht und kehrte 1946 schließlich zurück nach Polen.
Mit bereits 16 Jahren begann Opałka eine Lehre als Druckgrafiker im niederschlesischen Wałbrzych. Ab 1949 besuchte er schließlich die Kunstschule in Łódź und von 1951 bis 1956 die Kunstakademie in Warschau. Während dieser Zeit lernte er auch seine erste Frau Alina Piekarczyk kennen.
Zu seinen Lehrern gehörte u. a. der Maler Władysław Strzemiński, der den jungen Opałka mit der zeitgenössischen avantgardistischen Kunst vertraut machte. Mitte der 1960er Jahre begann Opałka mit „1965/1–⚭“ eine Serie von Bildern, auf denen ausschließlich fortlaufende Zahlenreihen zu sehen waren. Jeden Tag nach der Arbeit an diesen Bildern entstand eine Fotografie vor dem Werk. Bei der Grundierung der Bilder dieser Serie hellte Opałka die verwendete Farbe fortlaufend um ein geringes Maß mit Weiß auf. So entstand ein künstlerisches „Tagebuch“, das mit einem leeren Bild unmittelbar vor dem Tod des Künstlers enden sollte. Mit dieser Arbeit war Opałka, der seit 1977 im südfranzösischen Bazérac zusammen mit seiner Lebensgefährtin Marie-Madeleine Gazeau lebte, auf zahlreichen internationalen Ausstellungen vertreten, u. a. 1977 auf der documenta 6 in Kassel.
1993 erhielt Opałka den Goslarer Kaiserring, 2002 wurde er mit dem Gerhard-Altenbourg-Preis ausgezeichnet.
Für Ölgemälde Opałkas wurden auf dem Kunstmarkt bis zu 1.200.000 US-Dollar bezahlt.

## Werk
Nach einigen Versuchen, die in der Tradition des Konstruktivismus und der abstrakten Malerei der 1940er und 1950er Jahre standen, fand Opałka als Antwort auf das seiner Meinung nach Grundproblem der modernen künstlerischen Avantgarde (Wiedervereinigung von Kunst und Leben) eine Lösung in einer Arbeit, die er „1965/1–⚭“ nannte.

### 1965/1–⚭
Mit bloßem Augenmaß schrieb Opałka im Jahr 1965 mit titanweißer Farbe und dem kleinsten verfügbaren Pinsel auf dunklem Grund die Zahl „1“ in die linke obere Ecke einer eigens dafür vorbereiteten Leinwand und begann so, gemäß der in lateinischer Schrift gebräuchlichen Schreibrichtung von links nach rechts und weiter von oben nach unten in Richtung unendlich zu zählen. Die Größe der Schrift korrespondiert vor allem mit dem Ausmaß und der Beschaffenheit der Leinwand. Auf diese entscheidende Komponente – die einzelne Leinwand, die Opałka fortan gemäß seiner Konzeption als „Detail“ bezeichnete – legte der Künstler zu Beginn seines Vorhabens großen Wert. Nachdem er konstant gleich große Leinwände (196 × 135 cm) zunächst mit unverändert dunkelgrauem Grund benutzte, begann er, ab 1972 den Untergrund von „Detail“ zu „Detail“ durch die Zugabe von jeweils einem Prozent mehr Weiß aufzuhellen. Auf diese Weise gelang es ihm, über das fortlaufende Zählen hinaus das progressive Moment seines künstlerischen Handelns zu verstärken: Nicht nur die Zahlwerte werden in Opałkas Werk immer höher, auch die Bilder werden immer heller. Bis zu seinem Tod entstanden so 233 „Details“ bis zur Zahl 5.607.249.

### Tonbandaufzeichnungen
Eine ganz entscheidende Dimension gewann die opałkasche Arbeit, als der Künstler damit begann, die jeweils geschriebene Zahl auch zu sprechen und sein Sprechen auf einem Tonträger aufzuzeichnen. Das Sprechen und das Schreiben erfolgten völlig simultan, wobei dem Künstler die Tatsache entgegenkam, dass seine polnische Muttersprache die Zahlwörter exakt in der Reihenfolge der Ziffern wiedergibt. Diese Aufzeichnungen haben vor allem in späterer Zeit an Bedeutung gewonnen, da die Leinwände, auf denen Opałka mit weißer Farbe seine Zahlen schrieb, immer heller und die Zahlen dadurch mehr und mehr unsichtbar wurden.

### Selbstporträts

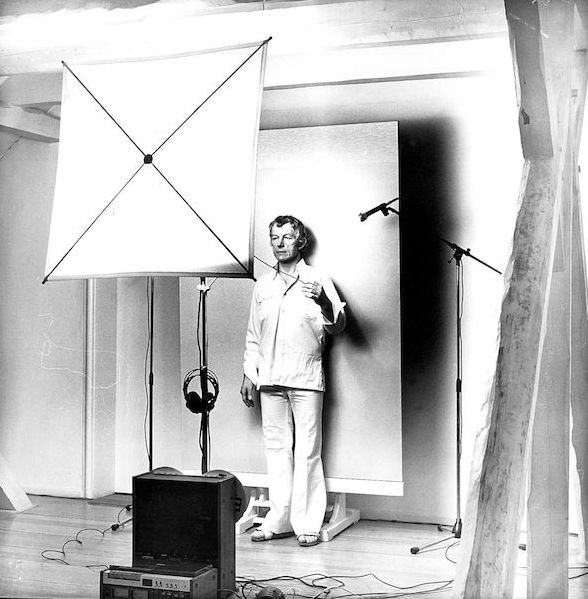
Roman Opałka, beim „Selbstportrait“ porträtiert von Lothar Wolleh

Sehr früh begann Opałka damit, am Ende eines jeden Arbeitstages ein fotografisches Selbstporträt anzufertigen: In immer gleicher Kleidung – der Künstler trug dabei ein einfaches weißes Oberhemd – unter immer gleichen Lichtverhältnissen, mit immer gleichem, möglichst „neutralem“ Gesichtsausdruck fotografierte er sich mit einer mit einem Selbstauslöser ausgestatteten Kamera vor der Leinwand, an der er gerade gearbeitet hatte.

### Arbeitsweise
Opałka tauchte seinen Pinsel – er verwendete, wie erwähnt, stets den kleinsten im Künstlerbedarf erhältlichen Pinsel (Nr. 0) – nur ein, wenn er eine Zahl zu Ende geschrieben hatte. Das Ende einer Zahl, das ist sozusagen der kleinste Einschnitt, an dem sich, wie der Künstler sagte, die eine gesteigerte „Spannung“ aufbaut. Weitere Einschnitte sind die letzte Zahl eines Tages, eines „Details“ oder auch eine besonders markante Zahl (z. B. 9999).
Der benutzte Pinsel wurde nach Abschluss des „Details“ mit der ersten und letzten jeweils damit ausgeführten Zahl gekennzeichnet und aufbewahrt. Er ist somit nicht ein bloßes Werkzeug, sondern bestimmter Bestandteil von Opałkas Lebenswerk.
Opałka lebte mit seinem Werk; das erlaubte ihm keine langfristigen Unterbrechungen seiner Arbeit, genauso wie man das Leben ja eigentlich nicht unterbrechen kann. Wollte der Künstler auf Reisen gehen, beendete er zunächst das „Detail“, an dem er gerade arbeitete, und begann dann eine ebenfalls in der Größe festgelegte „Reisekarte“, die er seinerseits erst beendete, bevor er wieder mit einem „Detail“ mit fortlaufender Zählung begann. Ansonsten suchte er die Nähe zu seinem Werk. Opałka trennte Atelier und Wohnort nicht. So blieb sein Leben in größtmöglicher Übereinstimmung mit seinem Werk.

## Kataloge
- Roman Opalka 1965/1-⚭, Spur der Zeit, Hrsg. Neues Museum Weserburg Bremen, Musée d’Art Moderne de la Ville de Paris, Städtische Galerie im Lenbachhaus, München (1992–1993). Museum des 20. Jahrhunderts, Wien (1993), mit CD. Bremen 1992 (o.P.), ISBN 3-928761-03-X
- Roman Opalka. Zur Verleihung des Goslarer Kaiserring am 23. Oktober 1993 und zur Ausstellung im Mönchehaus-Museum für Moderne Kunst Goslar. Hrsg. vom Kulturamt der Stadt Goslar. Goslar 1993.
- Opalka 1965/1 – unendlich. Neue Nationalgalerie und Neuer Berliner Kunstverein, 8. April – 26. Juni 1994. Hrsg. von Britta Schmitz, Berlin 1994, ISBN 3-88609-329-8